# London Life
London Life war eine Zeitschrift, die von 1920 bis 1960 von der New Picture Press in London herausgegeben wurde.

## Geschichte
London Life begann als eine Wochenzeitschrift, die in einem größeren Format als DIN A4 erschien. Die New Picture Press hatte ihren Sitz im 7a Wine Office Court, einer Gasse in der Fleet Street. 1941 verlegte London Life seine Büros nach Katesgrove, Reading. Die Kriegsrationierung zwang sie, ihre Frequenz ab 1942 auf zweiwöchentlich und dann monatlich und ihre Größe auf A5 zu reduzieren. Ab 1945 wurde der Sitz wieder nach London in die Craven St. 31 verlegt.

### Neuauflage
Der Titel London Life wurde ab 1965 von Tatler unter dem Herausgeber Mark Boxer (19. Mai 1931 – 20. Juli 1988) verwendet. In seiner recht kurzen Existenz war London Life der Inbegriff der Swinging Sixties. Die erste Ausgabe erschien im Oktober 1965, im Mai 1966 fand im neu eröffneten Post Office Tower (heute BT Tower) eine Redaktions-Party statt. Auf der Gästeliste, die sich wie ein Who’s Who der Swinging '60er Jahre liest, standen Personen wie z. B. David Bailey, Jane Asher, Peter Blake, David Hockney und Mick Jagger.
Verlagsgesellschaft war die Thomson-Gruppe mit ihrem Geschäftsbereich Illustrierte Zeitungen. Zu Boxers Team gehörten David Hillman und David Puttnam, mit Jean Shrimpton als beratender Mode-Redakteur und Fotografen wie Terence Donovan, Duffy und Ron Traeger. Tony Elliott's Time Out kam im August 1968 auf die Straße, aber es gibt kaum einen Vergleich. Time Out war ein linkes Underground-Magazin, während London Life sehr für das Swinging Sixties Smart-Set stand, dem auch Boxer selbst angehörte. Der Druck von London Life wurde zu Weihnachten 1966 eingestellt.

## Trivia
London Life war berüchtigt für Leserbriefe über Kleiderfetische, daher wurde die Zeitschrift 1932 von der irischen Regierung verboten.